# Ястшембська-Воля
Ястшембська-Воля (пол. Jastrzębska Wola) — село в Польщі, у гміні Іваніська Опатовського повіту Свентокшиського воєводства.
Населення — 262 особи (2011).
У 1975-1998 роках село належало до Тарнобжезького воєводства.

## Демографія
Демографічна структура на день 31 березня 2011 року:
|          | Загалом | Допрацездатний вік | Працездатний вік | Постпрацездатний вік |
| -------- | ------- | ------------------ | ---------------- | -------------------- |
| Чоловіки | 134     | 20                 | 96               | 18                   |
| Жінки    | 128     | 22                 | 72               | 34                   |
| Разом    | 262     | 42                 | 168              | 52                   |